# Tobias Schweinsteiger
Tobias Schweinsteiger (n. 12 martie 1982, Rosenheim, Bavaria, Germania) este un fost fotbalist german care a jucat pe post de atacant, la clubul Bayern München II în Regionalliga Bayern.
A mai evoluat la FV Oberaudorf, TSV 1860 Rosenheim, FC Kufstein, SpVgg Unterhaching, SV Nußdorf, FC Falke Markt Schwaben, SSV Jahn Regensburg II, FC Ismaning, VfB Lübeck, Eintracht Braunschweig.
Este fratele mai mare al lui Bastian Schweinsteiger, fotbalist emblematic al clubului FC Bayern München.
Pasiunile sale includ golful și muzica (hip-hop, electro, punk).
Motto: „Durerea este trecătoare, mândria dăinuie pentru totdeauna” (Schmerz ist vergänglich, Stolz bleibt für immer).